# 小池康博
小池 康博（こいけ やすひろ、1954年4月7日 - ）は、日本の工学者。慶應義塾大学名誉教授。工学博士。専門分野は、高速GI型プラスチック光ファイバー・高輝度光散乱導光体・ゼロ複屈折性ポリマー・高出力ポリマー光ファイバー増幅器・レーザー・屈折率分布型ポリマーレンズ等をはじめとするフォトニクスポリマー。

## 略歴
長野県諏訪市出身。長野県諏訪清陵高等学校卒業、
慶應義塾大学工学部応用化学科卒業 （1977）、同大学院工学研究科修士課程修了（1979）、同大学院工学研究科博士課程修了（1982）。大塚保治研究室出身。
2001年に藤原賞受賞。2010年慶應義塾評議員、慶應フォトニクス・リサーチ・インスティテュート所長。2018年東亞合成取締役。2020年定年退職、慶應義塾大学名誉教授、慶應義塾大学大学共通教授（有期）。
COE採択メンバー（慶應義塾大学大学院情報・電気・電子分野21世紀COEプログラム・アクセス網高度化光・電子デバイス技術）